# Libor Radimec
Libor Radimec, född den 22 maj 1950 i Ostrava, Tjeckoslovakien, är en tjeckoslovakisk fotbollsspelare som tog OS-guld i fotbollsturneringen vid de olympiska sommarspelen 1980 i Moskva.